# Liga de Campeones de la EHF 2017-18
La Liga de Campeones de la EHF 2017-18 es la 57.ª edición de la mejor competición de clubes de balonmano de Europa, aunque la 25º con la nomenclatura actual y la 9ª con el formato final actual. Comenzó el 3 de septiembre y concluyó el 29 de mayo disputándose por noveno año consecutivo la fase final en el Lanxess Arena de Colonia.
El Montpellier HB se alzó por segunda vez en su historia con el título europeo derrotando en la final al también equipo francés del HBC Nantes. Fue la primera vez que tres equipos de un mismo país alcanzaron la Final a cuatro de Colonia, puesto que el Paris Saint Germain finalizó en tercera posición derrotando en la final de consolación al entonces vigente campeón, el RK Vardar. Diego Simonet fue designado como jugador más valioso de la Final Four.

## Formato de competición
Los 28 equipos de la competición están repartidos en cuatro grupos, los dos primeros tienen ocho equipos y los dos siguientes tienen 6 equipos.
- Grupos A y B. El primer equipo de cada grupo pasa directamente a cuartos de final y los equipos entre el segundo y el sexto van a una ronda eliminatoria. Los equipos 7º y 8º quedan eliminados.
- Grupos C y D. Los dos primeros equipos de cada grupo juegan un play-off para determinar que dos equipos juegan contra los otros 10 de los dos primeros grupos.

Octavos de final
En esta ronda se enfrentan los equipos que hayan quedado entre los puestos 2 y 6 y los dos ganadores de la eliminatoria de los grupos C y D en una eliminatoria a ida y vuelta.
Cuartos de final
En esta ronda se enfrentan los dos equipos que quedaron en primera posición en los grupos A y B, y todos los que hubiesen superado los octavos de final en una eliminatoria a ida y vuelta
Final Four
Aquí se enfrentan los equipos que hayan logrado pasar los cuartos de final. Quien haya ganado el primer partido se enfrentará en la final al equipo que gane también el otro partido. Los dos equipos perdedores jugarán un partido por el tercer y cuarto puesto.

## Equipos clasificados
31 equipos son clasificados a la competición en relación con el posicionamiento logrado en la temporada anterior en sus respectavias ligas nacionales y al ranking en que éstas se encuentran según el Coeficiente EHF. De éstos 31 equipos, 27 son clasificados directamente a la fase de grupos y 4 juegan un Torneo Clasificatorio previo en el cual se enfrentan en una llave de semifinales a eliminación directa por la 28º plaza de la competencia.
| Grupos A/B            | Grupos A/B             | Grupos A/B          | Grupos A/B                       |
| --------------------- | ---------------------- | ------------------- | -------------------------------- |
| HC Meshkov Brest      | RK Zagreb              | Aalborg Håndbold    | HBC Nantes                       |
| Paris Saint-Germain   | SG Flensburg-Handewitt | THW Kiel            | Rhein-Neckar Löwen               |
| Pick Szeged           | Veszprém KSE           | RK Vardar           | Vive Kielce                      |
| Wisła Płock           | RK Celje               | Barcelona           | IFK Kristianstad                 |
| Grupos C/D            |                        |                     |                                  |
| Skjern Håndbold       | Montpellier Handball   | RK Metalurg Skopje  | Elverum Håndball                 |
| Dinamo Bucarest       | Chekhovskiye Medvedi   | RK Gorenje Velenje  | CB Ademar León                   |
| Kadetten Schaffhausen | Beşiktaş               | HC Motor Zaporozhye | Ganador de Torneo Clasificatorio |
| Torneo Clasificatorio |                        |                     |                                  |
| Alpla HC Hard         | Riihimäki Cocks        | Sporting CP         | Tatran Prešov                    |

## Sorteo
El sorteo del Torneo Clasificatorio fue realizado en Vienna, Austria y el de la fase de grupos en Ljubljana, Slovenia.
| Fase                  | Fecha de sorteo     |
| --------------------- | ------------------- |
| Torneo Clasificatorio | 29 de junio de 2017 |
| Fase de grupos        | 30 de junio de 2017 |
| Fase final            | 30 de junio de 2017 |
| Final Four (Colonia)  |                     |

### Bombos
Los bombos fueron anunciados el 27 de junio de 2017.
| Bombo 1                   | Bombo 2           | Bombo 3                | Bombo 4         |
| ------------------------- | ----------------- | ---------------------- | --------------- |
| Veszprém Barcelona        | Kielce Vardar     | PSG RNL                | Zagreb Aalborg  |
| Bombo 5                   | Bombo 6           | Bombo 7                | Bombo 8         |
| Meshkov Brest Wisła Płock | Celje Pick Szeged | Kristianstad Flensburg | Nantes THW Kiel |

| Bombo 1           | Bombo 2                              | Bombo 3                                  |
| ----------------- | ------------------------------------ | ---------------------------------------- |
| Ademar Metalurg   | Skjern Motor                         | RK Gorenje Velenje Montpellier           |
| Bombo 4           | Bombo 5                              | Bombo 6                                  |
| Kadetten Beşiktaş | Chekhovskiye Medvedi Dinamo Bucarest | Elverum Ganador de Torneo Clasificatorio |

## Torneo Clasificatorio
Los 4 equipos disputaron una llave a eliminación directa por la últia plaza de la liga. Los partidos fueron jugados el 2 y el 3 de septiembre de 2017.
El Tatran Prešov hizo de sede para el torneo.

### Llave
|  | Semifinales     | Semifinales   |                  |    | Final | Final |
|  |                 |               |                  |    |       |       |
|  | 2 de septiembre |               |                  |    |       |       |
|  |                 |               |                  |    |       |       |
|  | Sporting CP     | 31            |                  |    |       |       |
|  | Sporting CP     | 31            | 3 de septiembre  |    |       |       |
|  | Riihimäki Cocks | 27            |                  |    |       |       |
|  | Riihimäki Cocks | 27            | Sporting CP (OT) | 35 |       |       |
|  | 2 de septiembre |               | Sporting CP (OT) | 35 |       |       |
|  |                 | Alpla HC Hard | 34               |    |       |       |
|  | Tatran Prešov   | Alpla HC Hard | 34               | 25 |       |       |
|  | Tatran Prešov   |               |                  | 25 |       |       |
|  | Alpla HC Hard   | 26            |                  |    |       |       |
|  | Alpla HC Hard   | 26            | 3º Puesto        |    |       |       |
|  |                 |               |                  |    |       |       |
|  | 3 de septiembre |               |                  |    |       |       |
|  |                 |               |                  |    |       |       |
|  | Riihimäki Cocks | 27            |                  |    |       |       |
|  | Riihimäki Cocks | 27            |                  |    |       |       |
|  | Tatran Prešov   | 30            |                  |    |       |       |

### Semifinales
| Torneo Clasificatorio de la Liga de Campeones de la EHF de 2017 Semifinales; 2 de septiembre de 2017 | Sporting CP     | 31 - 27             | Riihimäki Cocks    | Tatran Handball Arena, Prešov                                           |                                                                         |
| 13:30                                                                                                | x2 x3 · Carol 8 | ( 18 – 14 ) Reporte | x3 x1 · Rönnberg 9 | Asistencia: 420 espectadores Árbitro(s): Dalibor Jurinovic Marko Mrvica | Asistencia: 420 espectadores Árbitro(s): Dalibor Jurinovic Marko Mrvica |

| Torneo Clasificatorio de la Liga de Campeones de la EHF de 2017 Semifinales; 2 de septiembre de 2017 | Tatran Prešov     | 25 - 26             | Alpla HC Hard    | Tatran Handball Arena, Prešov                                        |                                                                      |
| 16:00                                                                                                | x3 x1 · Butorac 7 | ( 12 – 13 ) Reporte | x3 x4 · Schmid 7 | Asistencia: 1500 espectadores Árbitro(s): Herczeg, Péter Südi, Péter | Asistencia: 1500 espectadores Árbitro(s): Herczeg, Péter Südi, Péter |

### 3º Puesto
| Torneo Clasificatorio de la Liga de Campeones de la EHF de 2017 Semifinales; 3 de septiembre de 2017 | Riihimäki Cocks    | 27 - 30             | Tatran Prešov    | Tatran Handball Arena, Prešov                                       |                                                                     |
| 13:30                                                                                                | x2 x3 · Rönnberg 5 | ( 10 – 15 ) Reporte | x4 x3 · Schmid 7 | Asistencia: 400 espectadores Árbitro(s): Herczeg, Péter Südi, Péter | Asistencia: 400 espectadores Árbitro(s): Herczeg, Péter Südi, Péter |

### Final
| Torneo Clasificatorio de la Liga de Campeones de la EHF de 2017 Final; 3 de septiembre de 2017 | Sporting CP        | 35 - 24 (T.S.) (6 - 5 t. s.)  | Alpla HC Hard    | Tatran Handball Arena, Prešov                                           |                                                                         |
| 16:05                                                                                          | x3 x6 · Rönnberg 5 | ( 17 - 17 / 29 - 29 ) Reporte | x3 x2 · Schmid 7 | Asistencia: 500 espectadores Árbitro(s): Dalibor Jurinovic Marko Mrvica | Asistencia: 500 espectadores Árbitro(s): Dalibor Jurinovic Marko Mrvica |

## Fase de grupos
El sorteo de la fase de grupos fue realizada el 30 de junio de 2017 a las 21:00 el castillo de Ljubljana. Los 28 equipos fueron separados previamente en 2 grupos, uno de 16 equipos (Grupos A y B) y otro de 12 equipos (Grupos C y D). La única condición fue que ningún equipo debiera ser parte del mismo grupo que otro equipo de la misma federación. Sin embargo, como Alemania obtuvo 3 plazas (en Grupos A y B) su tercer equipo clasificado fue sorteado a uno de los otros dos grupos.
En cada grupo, todos los equipos juegan 2 veces contra todos los demás equipos (una vez como local y una vez como visitante).
Luego de completarse la fase de grupos, los equipos que avancen a la Fase Final serán determinados de la siguiente manera:
- Grupos A y B – el equipo resultante en el primer puesto pasará directamente a los cuartos de final, los siguientes 5 equipos (2.º al 6.º puesto) avanzan a los octavos de final.
- Grupos C y D – los equipos resultantes primero y segundo clasifican a un playoff (el primero juega contra el segundo del otro grupo y viceversa) para determinar que 2 equipos jugarán los octavos de final junto a los 10 equipos de los grupos A y B.

| Desempates |
| --- |
| En la fase de grupos los equipos se posicionan en relación con los puntos conseguidos (2 puntos por ganar, 1 punto por empatar, y 0 puntos por perder un partido). Luego de completada la fase de grupos, si dos o más equipos resultan empatados en puntos desempataran respetando el siguiente orden de factores: 1. Resultados entre equipos involucrados; 2. Diferencia de gol entre equipos involucrados; 3. Goles a favor entre equipos involucrados (o en el partido de visitante en caso de ser un empate entre 2 equipos); 4. Diferencia de gol total; 5. Goles a favor totales; Si se determina la clasificación de uno de estos equipos, los criterios anteriores se siguen consecutivamente hasta que se determina la clasificación de todos los equipos involucrados. Si no se puede determinar una clasificación, la EHF deberá obtener una decisión mediante un sorteo. Mientras no se encuentre finalizada la fase de grupos, sólo se aplican los criterios 4-5 para determinar la clasificación provisional de los equipos. |

### Grupo A
| Pos. | Equipo             | Pts. | PJ | G | E | P  | GF  | GC  | Dif. | Clasificación    |  | VAR       | BAR       | NAN          | RNL       | SZE          | KRI          | PLO          | ZAG       |
| ---- | ------------------ | ---- | -- | - | - | -- | --- | --- | ---- | ---------------- |  | --------- | --------- | ------------ | --------- | ------------ | ------------ | ------------ | --------- |
| 1    | Vardar             | 30   | 14 | 9 | 3 | 2  | 390 | 341 | +49  | Cuartos de final |  | —         | 27–24     | 27–23        | 30–26     | 14–18 Feb    | 31–15        | 28 Feb–4 Mar | 28–21     |
| 2    | Barcelona          | 29   | 14 | 9 | 2 | 3  | 408 | 377 | +31  | Octavos de final |  | 29-28     | —         | 31–25        | 26–26     | 28 Feb–4 Mar | 31–29        | 14–18 Feb    | 32–22     |
| 3    | HBC Nantes         | 29   | 14 | 9 | 2 | 3  | 402 | 382 | +20  | Octavos de final |  | 21–25 Feb | 29–25     | —            | 26–26     | 30–26        | 34–25        | 32–30        | 28–27     |
| 4    | Rhein-Neckar Löwen | 23   | 14 | 6 | 5 | 3  | 416 | 391 | +25  | Octavos de final |  | 21–21     | 31–31     | 28 Feb–4 Mar | —         | 7–11 Feb     | 14–18 Feb    | 31–27        | 31–24     |
| 5    | Pick Szeged        | 19   | 14 | 6 | 1 | 7  | 421 | 411 | +10  | Octavos de final |  | 26–26     | 31–28     | 30–33        | 31–34     | —            | 36–27        | 24–25        | 21–25 Feb |
| 6    | IFK Kristianstad   | 11   | 14 | 3 | 2 | 9  | 355 | 415 | −60  | Octavos de final |  | 23–26     | 21–25 Feb | 7–11 Feb     | 22–35     | 33–32        | —            | 25–24        | 28–28     |
| 7    | Wisła Płock        | 9    | 14 | 2 | 3 | 9  | 380 | 408 | −28  | Eliminado        |  | 22–26     | 30–37     | 30–32        | 21–25 Feb | 27–33        | 25–25        | —            | 7–11 Feb  |
| 8    | Zagreb             | 8    | 14 | 2 | 2 | 10 | 349 | 396 | −47  | Eliminado        |  | 23–29     | 24–32     | 14–18 Feb    | 30–26     | 23–28        | 28 Feb–4 Mar | 28–28        | —         |

 Fuente: EHF
Criterios de clasificación: Ver Desempates

### Grupo B
| Pos. | Equipo                 | Pts. | PJ | G  | E | P  | GF  | GC  | Dif. | Clasificación    |  | PAR       | VES       | FLE          | THW          | KIE       | BRE          | CEL          | ALB       |
| ---- | ---------------------- | ---- | -- | -- | - | -- | --- | --- | ---- | ---------------- |  | --------- | --------- | ------------ | ------------ | --------- | ------------ | ------------ | --------- |
| 1    | Paris Saint-Germain    | 34   | 14 | 11 | 1 | 2  | 424 | 378 | +46  | Cuartos de final |  | —         | 33–28     | 14–18 Feb    | 28 Feb–4 Mar | 33–28     | 32–28        | 32–27        | 31–28     |
| 2    | Veszprém KSE           | 26   | 14 | 8  | 2 | 4  | 407 | 378 | +29  | Octavos de final |  | 24–29     | —         | 28–27        | 26–24        | 31–26     | 17 Feb       | 28 Feb–4 Mar | 30–24     |
| 3    | SG Flensburg-Handewitt | 25   | 14 | 7  | 4 | 3  | 410 | 391 | +19  | Octavos de final |  | 33–29     | 21–25 Feb | —            | 30–33        | 11 Feb    | 37–30        | 33–28        | 30–27     |
| 4    | THW Kiel               | 23   | 14 | 7  | 2 | 5  | 366 | 361 | +5   | Octavos de final |  | 22–25     | 7–11 Feb  | 20–20        | —            | 21–25 Feb | 33–23        | 26–29        | 27–26     |
| 5    | KS Kielce              | 21   | 14 | 6  | 3 | 5  | 418 | 408 | +10  | Octavos de final |  | 29–30     | 32–32     | 25–25        | 32–21        | —         | 28 Feb–4–Mar | 14–18 Feb    | 28–27     |
| 6    | HC Meshkov Brest       | 14   | 14 | 4  | 2 | 8  | 374 | 406 | −32  | Octavos de final |  | 21–25 Feb | 26–29     | 28–30        | 24–25        | 28–25     | —            | 29–24        | 7–11 Feb  |
| 7    | RK Celje               | 10   | 14 | 3  | 1 | 10 | 398 | 434 | −36  | Eliminado        |  | 7–11 Feb  | 31–37     | 27–30        | 27–28        | 31–27     | 33–33        | —            | 21–25 Feb |
| 8    | Aalborg HB             | 7    | 14 | 2  | 1 | 11 | 364 | 405 | −41  | Eliminado        |  | 26–33     | 29–26     | 28 Feb–4 Mar | 14–18 Feb    | 30–34     | 20–23        | 32–30        | —         |

 Fuente: EHF
Criterios de clasificación: Ver Desempates

### Grupo C
| Pos. | Equipo                     | Pts. | PJ | G | E | P | GF  | GC  | Dif. | Clasificación    |  | SKJ   | ADE   | GOR   | ELV   | SCH   | BUC   |
| ---- | -------------------------- | ---- | -- | - | - | - | --- | --- | ---- | ---------------- |  | ----- | ----- | ----- | ----- | ----- | ----- |
| 1    | Skjern HB                  | 24   | 10 | 8 | 0 | 2 | 326 | 252 | +74  | Cuartos de final |  | —     | 33–25 | 35–20 | 35–25 | 32–22 | 39–28 |
| 2    | Club Balonmano Ademar León | 18   | 10 | 6 | 0 | 4 | 270 | 270 | 0    | Cuartos de final |  | 26–31 | —     | 28–24 | 26–30 | 29–28 | 32–29 |
| 3    | RK Gorenje Velenje         | 18   | 10 | 6 | 0 | 4 | 271 | 271 | 0    | Eliminado        |  | 31–29 | 23–22 | —     | 30–21 | 27–21 | 33–29 |
| 4    | Elverum Håndball           | 15   | 10 | 5 | 0 | 5 | 287 | 304 | −17  | Eliminado        |  | 27–32 | 25–30 | 29–28 | —     | 26–22 | 40–32 |
| 5    | Kadetten Schaffhausen      | 12   | 10 | 4 | 0 | 6 | 263 | 274 | −11  | Eliminado        |  | 25–24 | 23–24 | 31–28 | 36–30 | —     | 27–25 |
| 6    | Dinamo Bucarest            | 3    | 10 | 1 | 0 | 9 | 278 | 324 | −46  | Eliminado        |  | 23–36 | 24–28 | 26–27 | 33–34 | 29–28 | —     |

 Fuente: EHF
Criterios de clasificación: Ver Desempates

### Grupo D
| Pos. | Equipo               | Pts. | PJ | G | E | P | GF  | GC  | Dif. | Clasificación    |  | MON   | ZAP   | BES   | SPO   | SKO   | MED   |
| ---- | -------------------- | ---- | -- | - | - | - | --- | --- | ---- | ---------------- |  | ----- | ----- | ----- | ----- | ----- | ----- |
| 1    | Montpellier          | 24   | 10 | 8 | 0 | 2 | 309 | 267 | +42  | Cuartos de final |  | —     | 28–20 | 28–33 | 33–32 | 32–22 | 34–23 |
| 2    | Motor Zaporiyia      | 21   | 10 | 6 | 3 | 1 | 294 | 263 | +31  | Cuartos de final |  | 31–30 | —     | 28–22 | 32–29 | 28–28 | 36–23 |
| 3    | Beşiktaş             | 16   | 10 | 5 | 1 | 4 | 293 | 296 | −3   | Eliminado        |  | 32–36 | 28–28 | —     | 26–30 | 32–29 | 33–29 |
| 4    | Sporting CP          | 12   | 10 | 4 | 0 | 6 | 293 | 297 | −4   | Eliminado        |  | 29–33 | 36–23 | 34–27 | —     | 31–27 | 31–30 |
| 5    | Metalurg Skopje      | 7    | 10 | 2 | 1 | 7 | 262 | 293 | −31  | Eliminado        |  | 21–27 | 22–30 | 27–31 | 28-27 | —     | 26–29 |
| 6    | Chekhovskiye Medvedi | 7    | 10 | 2 | 1 | 7 | 271 | 306 | −35  | Eliminado        |  | 24–28 | 30–30 | 27–29 | 30–27 | 26–32 | —     |

 Fuente: EHF
Criterios de clasificación: Ver Desempates

## Playoffs
Los mejores 2 equipos de cada uno de los grupos C y D jugarán un playoff para determinar cuales de ellos avanzan a la Fase Final. Los ganadores de cada grupo enfrentarán a los escoltas del otro grupo (1 vez como local y 1 vez como visitante). La primera fecha se jugará entre el 21–25 de febrero de 2018 y la segunda fecha entre el 28 de febrero y el 4 de marzo de 2018.
| Equipo 1    | Agr.  | Equipo 2                   | Ida     | Vuelta  |
| ----------- | ----- | -------------------------- | ------- | ------- |
| Skjern HB   | 63-58 | Motor Zaporiyia            | 30 - 32 | 33 - 26 |
| Montpellier | 48-43 | Club Balonmano Ademar León | 28 - 24 | 20 - 19 |

## Fase Final
Los ganadores de los grupos A y B serán clasificados directamente a los cuartos de final, mientras que los resultantes 2º-6º jugarán los octavos de final junto con los 2 ganadores de los Playoffs.
|  | Octavos de final | Octavos de final       | Octavos de final       | Octavos de final       |    |             | Cuartos de final | Cuartos de final | Cuartos de final | Cuartos de final |  |            | Semifinales  | Semifinales  | Semifinales         |                     |             | Final       | Final  | Final |  |
|  |                  |                        |                        |                        |    |             |                  |                  |                  |                  |  |            |              |              |                     |                     |             |             |        |       |  |
|  |                  |                        |                        |                        |    |             |                  |                  |                  |                  |  |            |              |              |                     |                     |             |             |        |       |  |
|  | 5A               | Pick Szeged            | 22                     | 28                     |    |             |                  |                  |                  |                  |  |            |              |              |                     |                     |             |             |        |       |  |
|  | 5A               | Pick Szeged            | 22                     | 28                     |    |             |                  |                  |                  |                  |  |            |              |              |                     |                     |             |             |        |       |  |
|  | 4B               | THW Kiel               | 29                     | 27                     |    |             |                  |                  |                  |                  |  |            |              |              |                     |                     |             |             |        |       |  |
|  | 4B               | THW Kiel               | 29                     | 27                     |    |             | THW Kiel         | 28               | 28               |                  |  |            |              |              |                     |                     |             |             |        |       |  |
|  |                  |                        |                        |                        |    |             |                  |                  |                  |                  |  |            |              |              |                     |                     |             |             |        |       |  |
|  |                  |                        | 1A                     | Vardar                 | 29 | 27          |                  |                  |                  |                  |  |            |              |              |                     |                     |             |             |        |       |  |
|  |                  |                        | 1A                     | Vardar                 | 29 | 27          |                  |                  |                  |                  |  |            |              |              |                     |                     |             |             |        |       |  |
|  |                  |                        |                        |                        |    |             |                  |                  |                  |                  |  |            |              |              |                     |                     |             |             |        |       |  |
|  |                  |                        |                        |                        |    |             |                  |                  |                  |                  |  |            |              |              |                     |                     |             |             |        |       |  |
|  |                  |                        |                        |                        |    |             |                  | Vardar           | Vardar           | 27               |  |            |              |              |                     |                     |             |             |        |       |  |
|  |                  |                        |                        |                        |    |             |                  |                  |                  |                  |  |            |              |              |                     |                     |             |             |        |       |  |
|  |                  |                        | Montpellier            | Montpellier            | 28 |             |                  |                  |                  |                  |  |            |              |              |                     |                     |             |             |        |       |  |
|  | 3A               | HBC Nantes             | Montpellier            | Montpellier            | 28 | 32          | 28               |                  |                  |                  |  |            |              |              |                     |                     |             |             |        |       |  |
|  | 3A               | HBC Nantes             |                        |                        |    |             |                  |                  |                  |                  |  |            |              |              |                     |                     |             |             |        |       |  |
|  | 6B               | HC Meshkov Brest       | 24                     | 28                     |    |             |                  |                  |                  |                  |  |            |              |              |                     |                     |             |             |        |       |  |
|  | 6B               | HC Meshkov Brest       | 24                     | 28                     |    | HBC Nantes  | HBC Nantes       | 33               | 27               |                  |  |            |              |              |                     |                     |             |             |        |       |  |
|  |                  |                        |                        |                        |    | HBC Nantes  | HBC Nantes       | 33               | 27               |                  |  |            |              |              |                     |                     |             |             |        |       |  |
|  |                  |                        | Skjern HB              | Skjern HB              | 27 | 27          |                  |                  |                  |                  |  |            |              |              |                     |                     |             |             |        |       |  |
|  | P1               | Skjern HB              | Skjern HB              | Skjern HB              | 27 | 27          | 32               | 29               |                  |                  |  |            |              |              |                     |                     |             |             |        |       |  |
|  | P1               | Skjern HB              |                        |                        |    |             |                  |                  |                  |                  |  |            |              |              |                     |                     |             |             |        |       |  |
|  | 2B               | Veszprém KSE           | 25                     | 34                     |    |             |                  |                  |                  |                  |  |            |              |              |                     |                     |             |             |        |       |  |
|  | 2B               | Veszprém KSE           | 25                     | 34                     |    |             |                  |                  |                  |                  |  |            |              |              |                     |                     | Montpellier | Montpellier | 32     |       |  |
|  |                  |                        |                        |                        |    |             |                  |                  |                  |                  |  |            |              |              |                     |                     | Montpellier | Montpellier | 32     |       |  |
|  |                  |                        | HBC Nantes             | HBC Nantes             | 26 |             |                  |                  |                  |                  |  |            |              |              |                     |                     |             |             |        |       |  |
|  | 2A               | Barcelona              | HBC Nantes             | HBC Nantes             | 26 | 25          | 30               |                  |                  |                  |  |            |              |              |                     |                     |             |             |        |       |  |
|  | 2A               | Barcelona              |                        |                        |    |             |                  |                  |                  |                  |  |            |              |              |                     |                     |             |             |        |       |  |
|  | P2               | Montpellier            | 28                     | 28                     |    |             |                  |                  |                  |                  |  |            |              |              |                     |                     |             |             |        |       |  |
|  | P2               | Montpellier            | 28                     | 28                     |    | Montpellier | Montpellier      | 28               | 27               |                  |  |            |              |              |                     |                     |             |             |        |       |  |
|  |                  |                        |                        |                        |    | Montpellier | Montpellier      | 28               | 27               |                  |  |            |              |              |                     |                     |             |             |        |       |  |
|  |                  |                        | SG Flensburg-Handewitt | SG Flensburg-Handewitt | 28 | 15          |                  |                  |                  |                  |  |            |              |              |                     |                     |             |             |        |       |  |
|  | 6A               | IFK Kristianstad       | SG Flensburg-Handewitt | SG Flensburg-Handewitt | 28 | 15          | 22               | 24               |                  |                  |  |            |              |              |                     |                     |             |             |        |       |  |
|  | 6A               | IFK Kristianstad       |                        |                        |    |             |                  |                  |                  |                  |  |            |              |              |                     |                     |             |             |        |       |  |
|  | 3B               | SG Flensburg-Handewitt | 26                     | 27                     |    |             |                  |                  |                  |                  |  |            |              |              |                     |                     |             |             |        |       |  |
|  | 3B               | SG Flensburg-Handewitt | 26                     | 27                     |    |             |                  |                  |                  |                  |  | HBC Nantes | HBC Nantes   | 32           |                     |                     |             |             |        |       |  |
|  |                  |                        |                        |                        |    |             |                  |                  |                  |                  |  | HBC Nantes | HBC Nantes   | 32           |                     |                     |             |             |        |       |  |
|  |                  |                        | Paris Saint-Germain    | Paris Saint-Germain    | 28 |             |                  |                  |                  |                  |  |            |              |              |                     |                     |             |             |        |       |  |
|  |                  |                        | Paris Saint-Germain    | Paris Saint-Germain    | 28 |             |                  |                  |                  |                  |  |            |              |              |                     |                     |             |             |        |       |  |
|  |                  |                        |                        |                        |    |             |                  |                  |                  |                  |  |            |              |              |                     |                     |             |             |        |       |  |
|  |                  |                        |                        |                        |    |             |                  |                  |                  |                  |  |            |              |              |                     |                     |             |             |        |       |  |
|  |                  | 1B                     | Paris Saint-Germain    | 34                     | 35 |             |                  |                  |                  |                  |  |            | Tercer lugar | Tercer lugar | Tercer lugar        |                     |             |             |        |       |  |
|  |                  |                        |                        |                        | 35 |             |                  |                  |                  |                  |  |            | Tercer lugar | Tercer lugar | Tercer lugar        |                     |             |             |        |       |  |
|  |                  |                        |                        | KS Kielce              | 28 | 32          |                  |                  |                  |                  |  |            |              |              |                     |                     |             |             |        |       |  |
|  | 4A               | Rhein-Neckar Löwen     | 17                     | KS Kielce              | 28 | 32          | 30               |                  |                  |                  |  |            |              |              | Paris Saint-Germain | Paris Saint-Germain | 29          |             |        |       |  |
|  | 4A               | Rhein-Neckar Löwen     | 17                     |                        |    |             |                  |                  |                  |                  |  |            |              |              | Paris Saint-Germain | Paris Saint-Germain | 29          |             |        |       |  |
|  | 5B               | KS Kielce              | 41                     | 36                     |    |             |                  |                  |                  |                  |  |            |              |              |                     |                     |             | Vardar      | Vardar | 28    |  |
|  | 5B               | KS Kielce              | 41                     | 36                     |    |             |                  |                  |                  |                  |  |            |              |              |                     |                     |             | Vardar      | Vardar | 28    |  |
|  |                  |                        |                        |                        |    |             |                  |                  |                  |                  |  |            |              |              |                     |                     |             |             |        |       |  |

| Liga de Campeones EHF 2017-18 |
| ----------------------------- |
|                               |
| Montpellier HB 2.o Título     |